# Plasy (stacja kolejowa)
Plasy – stacja kolejowa w Plasach, w kraju pilzneńskim, w Czechach. Położona jest na wysokości 355 m n.p.m.
Na stacji istnieje możliwość zakupu biletu i rezerwacji miejsc.. 

## Linie kolejowe
- 160 Plzeň - Žatec